# BGL Luxembourg Open 2021
BGL BNP Paribas Luxembourg Open 2021 là một giải quần vợt nữ chuyên nghiệp thi đấu trên mặt sân cứng trong nhà được tài trợ bởi BNP Paribas. Đây là lần thứ 25 Giải quần vợt Luxembourg Mở rộng được tổ chức, và là một phần của WTA International trong WTA Tour 2021. Giải đấu diễn ra ở Kockelscheuer, Luxembourg từ ngày 11 đến ngày 19 tháng 9 năm 2021.

## Điểm và tiền thưởng

### Phân phối điểm
| Sự kiện | VĐ  | CK  | BK  | TK | Vòng 1/16 | Vòng 1/32 | Q  | Q2 | Q1 |
| Đơn     | 280 | 180 | 110 | 60 | 30        | 1         | 18 | 12 | 1  |
| Đôi     | 280 | 180 | 110 | 60 | 1         | —         | —  | —  | —  |

### Tiền thưởng
| Sự kiện | VĐ      | CK      | BK     | TK     | Vòng 1/16 | Vòng 1/321 | Q2     | Q1     |
| Đơn     | €23,548 | €13,224 | €8,145 | €4,676 | €2,990    | €2,450     | €1,575 | €1,024 |
| Đôi *   | €8,306  | €4,838  | €3,064 | €1,854 | €1,412    | —          | —      | —      |

1 Tiền thưởng vượt qua vòng loại cũng là tiền thưởng vòng 1/32

* mỗi đội

## Nội dung đơn

### Hạt giống
| Quốc gia | Tay vợt               | Xếp hạng1 | Hạt giống |
| -------- | --------------------- | --------- | --------- |
| SUI      | Belinda Bencic        | 12        | 1         |
| BEL      | Elise Mertens         | 16        | 2         |
| LAT      | Jeļena Ostapenko      | 30        | 3         |
| RUS      | Ekaterina Alexandrova | 34        | 4         |
| CZE      | Markéta Vondroušová   | 38        | 5         |
| CHN      | Zhang Shuai           | 49        | 6         |
| RUS      | Liudmila Samsonova    | 52        | 7         |
| FRA      | Alizé Cornet          | 56        | 8         |

- Bảng xếp hạng vào ngày 30 tháng 8 năm 2021.

### Vận động viên khác
Đặc cách:
- Anna-Lena Friedsam
- Mandy Minella
- Stefanie Vögele

Vượt qua vòng loại:
- Jana Fett
- Arianne Hartono
- Ekaterina Makarova
- Jule Niemeier
- Lesia Tsurenko
- Anastasia Zakharova

### Rút lui
Trước giải đấu
- Clara Burel → thay thế bởi  Océane Dodin
- Andrea Petkovic → thay thế bởi  Astra Sharma
- Kateřina Siniaková → thay thế bởi  Aliaksandra Sasnovich
- Nina Stojanović → thay thế bởi  Clara Tauson

## Nội dung đôi

### Hạt giống
| Quốc gia | Tay vợt          | Quốc gia | Tay vợt         | Xếp hạng1 | Hạt giống |
| -------- | ---------------- | -------- | --------------- | --------- | --------- |
| CZE      | Marie Bouzková   | CZE      | Lucie Hradecká  | 93        | 1         |
| IND      | Sania Mirza      | CHN      | Zhang Shuai     | 150       | 2         |
| JPN      | Eri Hozumi       | JPN      | Makoto Ninomiya | 162       | 3         |
| BLR      | Lidziya Marozava | ROU      | Andreea Mitu    | 178       | 4         |

- Bảng xếp hạng vào ngày 30 tháng 8 năm 2021.

### Vận động viên khác
Đặc cách:
- Anna-Lena Friedsam /  Lena Papadakis
- Mandy Minella /  Liudmila Samsonova

Bảo toàn thứ hạng:
- Vitalia Diatchenko /  Yana Sizikova

### Rút lui
Trước giải đấu
- Mona Barthel /  Kaitlyn Christian → thay thế bởi  Kaitlyn Christian /  Anna Karolína Schmiedlová

## Nhà vô địch

### Đơn
- Clara Tauson đánh bại  Jeļena Ostapenko, 6–3, 4–6, 6–4

### Đôi
- Greet Minnen /  Alison Van Uytvanck đánh bại  Erin Routliffe /  Kimberley Zimmermann 6–3, 6–3